# にゃんぞぬデシ
にゃんぞぬデシ（1998年8月4日 - ）は、日本のシンガーソングライターである。福島県出身。

## 概要
ギター弾き語りを中心としつつ、バンドスタイルも取り入れている。
「にゃんぞぬデシ」という名前は、以前飼っていた猫の「にゃんぞう」の弟子という意味でつけられた。
愛称は、「デシちゃん」。猫、甘栗、赤色が好き。

## 略歴
2009年、小学校5年生時に『マイケル・ジャクソン THIS IS IT』を計20回鑑賞し、エンターテイナーに強い憧れを抱く。
2012年、中学校2年生となり、お弁当代からへそくりをして、中古のエレキギターを購入。
2014年、夏にSony MusicSDグループの新人アーティスト発掘セクション「the LESSON」の第一期生となる。 
2015年、高校2年生の時に、「mona recordsレーベルオーディション2016」にてグランプリ受賞。1stミニアルバム「はじめまして。17歳です。ハッピーエンド建設中。」をリリースし、1stワンマンライブを開催。
2017年7月、「未確認フェスティバル2017　LIVEステージ東京」2日目出演。10月より、株式会社キューブに所属。
2018年3月、道で偶然見かけたハライチの岩井勇気に自身のCDを渡したところ、後に岩井がパーソナリティを担当するラジオ、『ハライチのターン!』（TBSラジオ）で渡されたCDの中から岩井が気に入った曲であった『ハッピーエンド建設中』がオンエアされる。この時の縁から、毎年ラジオ内で行われる岩井の誕生日企画ではにゃんぞぬによるオリジナルのバースデーソングを書き下ろしている。
2018年7月、2ndミニアルバム「魔法が使えたみたいだった」をリリース。
2019年、ドラマ『Iターン』（テレビ東京）のオープニングテーマを担当。
2020年4月、初のラジオレギュラー番組『にゃんぞぬデシの鳴き語り』（bayfm）開始。

## ディスコグラフィ

### タイアップ一覧
| 楽曲               | タイアップ                                                                             | 備考                                       |
| ------------------ | -------------------------------------------------------------------------------------- | ------------------------------------------ |
| 「泣く子も笑う」   | TOKYO MX,KBS京都ショートアニメ「おこしやす、ちとせちゃん」エンディング曲（2018年10月） | 書き下ろし                                 |
| 「勘違い心拍数」   | テレビ東京ドラマ24「Iターン」オープニングテーマ（2019年7月クール）                     | 書き下ろし                                 |
| 「ファンファーレ」 | カンロ『ボイスケアのど飴』「もっと届け 応援ボイスキャンペーン」オリジナル応援歌        | サウンドプロデュース:関口シンゴ 書き下ろし |

### 参加作品
| アーティスト    | 発売日        | タイトル                       | 収録作品                                  | 備考 |
| --------------- | ------------- | ------------------------------ | ----------------------------------------- | ---- |
| Various Artists | 2016年7月20日 | 全てお見通しよ                 | 『モナレコ・コンピ ～全てお見通しよ～』   |      |
| Various Artists | 2017年7月19日 | 魔法が使えたみたいだった       | 『モナレコ・コンピ ～夢中にならないで～』 |      |
| 宮野弦士        | 2016年9月1日  | 新しい唄(feat. にゃんぞぬデシ) | 『Delightful Daylight』                   |      |

### 楽曲提供
| アーティスト名                   | 収録作品           | 楽曲タイトル               | クレジット | 発売日         | 備考                             |
| -------------------------------- | ------------------ | -------------------------- | ---------- | -------------- | -------------------------------- |
| DISH//                           | 勝手にMY SOUL      | 「どういうことなんだい？」 | 作詞・作曲 | 2018年2月21日  |                                  |
| C.I.A.                           | お揃いの1日        | 「お揃いの1日」            | 作詞・作曲 | 2018年12月24日 |                                  |
| 寺嶋由芙                         | サバイバル・レディ | 「冬みたい、夏なのに。」   | 作詞・作曲 | 2021年6月30日  |                                  |
| 虹ヶ咲学園スクールアイドル同好会 | どこにいても君は君 | 「どこにいても君は君」     | 作曲・編曲 | 2024年9月25日  | 米澤森人、藤原彩豊との共同作編曲 |

## ミュージックビデオ

### プロモーション・ビデオ
| 曲名                   | 監督       | 公開日         | 出演 |
| ---------------------- | ---------- | -------------- | --- |
| ハッピーエンド建設中   | 倉本美津留 | 2016年9月6日   | にゃんぞぬデシ |
| 同じ空の下どころか     |            | 2018年7月24日  | にゃんぞぬデシ |
| am:pm                  | 夏目現     | 2018年8月26日  | にゃんぞぬデシ |
| ネゴト                 |            | 2018年10月22日 | にゃんぞぬデシ |
| 勘違い心拍数           | 田辺秀伸   | 2019年8月16日  | にゃんぞぬデシ |
| ファンファーレ         |            | 2020年11月1日  | にゃんぞぬデシ |
| 風とイルカと恋         | 村上右京   | 2021年5月22日  | |
| 雨はきらい。           | 赤松享     | 2021年6月23日  | |
| 涙バスルーム           | 赤松享     | 2021年8月26日  | |
| まぼろし               | 赤松享     | 2021年10月27日 | 遠藤史也・にゃんぞぬデシ |
| 君のことを歌おう       | 留置太輔   | 2022年2月11日  | - 田村三果 - BRIAN SHINSEKAI - 伊東明作 - 伊東和作 - ネコ（しらすけ、とおる） - 阪上匡平 - 阪上寛子 - グデイ（ミ米ミ、室井ゆう） - 9番街レトロ |
| All Night Fall in Love | Yumiho     | 2022年5月29日  | |

## 主なライブ

### ワンマンライブ
| 開催日                | ライブ名                                                              | 会場                 |
| --------------------- | --------------------------------------------------------------------- | -------------------- |
| 2016年9月18日（日）   | 初ワンマンです。にゃんぞぬランド地鎮祭                                | 下北沢mona records   |
| 2017年8月28日（月）   | にゃんぞぬ誕生夏祭りワンマン                                          | 下北沢mona records   |
| 2017年10月27日（金）  | にゃんぞぬデシ弾き語りワンマンライブ                                  | 渋谷B.Y.G.           |
| 2018年3月30日（金）   | にゃんぞぬデシ ワンマンライブ                                         | 下北沢MOSAiC         |
| 2018年8月4日（土）    | にゃんぞぬデシ20才誕生日ワンマンライブ ～にゃんぞぬランドへようこそ～ | TSUTAYA O-Crest      |
| 2019年1月14日（月祝） | 成にゃん式ワンマンライブ ～会場はにゃんぞぬランドです～               | Shibuya eggman       |
| 2019年6月14日（金）   | ネコの集会 〜公園通りで雨やどり〜                                     | Shibuya eggman       |
| 2019年8月4日（日）    | にゃんぞぬデシ企画『お誕生日会』                                      | 晴れたら空に豆まいて |
| 2019年11月22日（金）  | にゃんぞぬデシ ワンマンライブ ネコの集会 〜下北沢でいい猫フェスタ〜   | 下北沢GARDEN         |
| 2020年12月18日（金）  | にゃんぞぬデシ ワンマンライブ ネコの集会 〜歌いたい坂道のてっぺん〜   | 渋谷WWW X            |
| 2021年8月7日（土）    | にゃんぞぬデシ ワンマンライブ ネコの集会 〜恋歌日記バースデー編〜     | 下北沢シャングリラ   |
| 2022年5月24日         | にゃんぞぬデシ ワンマンライブ ネコの集会 ～恋歌日記～                 | shibuya eggman       |

## 出演

### テレビ
- 上田と女が吠える夜（2023年3月1日、日本テレビ）

### ラジオ
| 番組                                              | ラジオ局     | 時間帯                     | 期間                | 備考            |
| ------------------------------------------------- | ------------ | -------------------------- | ------------------- | --------------- |
| 吉笑に美津留のファンタジオ渋谷                    | 渋谷のラジオ | 月曜15:00-15:55            | 2017年7月-2019年6月 | -               |
| にゃんぞぬデシの鳴き語り                          | ベイエフエム | 火曜<月曜深夜> 03:00頃     | 2020年4月-2021年3月 | MOZAIKU NIGHT内 |
| あるある年またぎ～令和に残したい108つのあるある～ | TBSラジオ    | 2019年12月31日 22:00-25:00 | -                   | 中継リポーター  |